# Бланманже

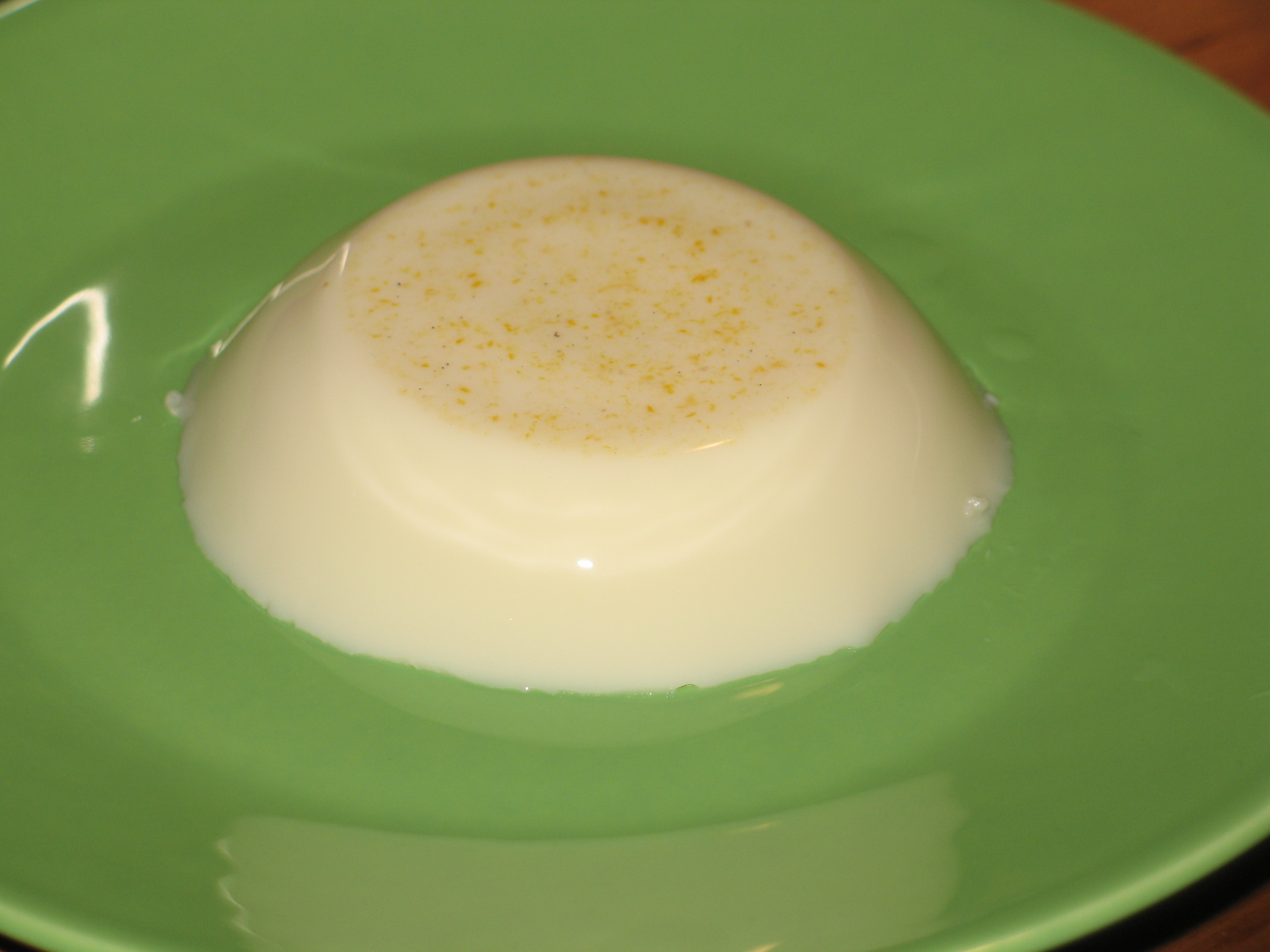

Бланманже́ (від фр. blanc — білий і фр. manger — їсти, буквально «біла їжа») — прозоре нефруктове желе, приготоване з використанням вершків чи мигдалевого молока, яєць, круп (зазвичай манної) або борошна на желатині з використанням цукру, прянощів чи ароматизаторів. Оскільки до складу страви входять продукти з клеючими речовинами (казеїн в молоці, крохмаль борошна чи круп), то желатину зазвичай додають мало.
Бланманже вважається ситною солодкою стравою тому подають його традиційно після легкої їжі, наприклад після страв з овочів чи риби. Хоч технологія приготування бланманже проста, але ця страва вимагає точності в пропорціях продуктів і часі варіння, оскільки їх порушення можуть сильно зіпсувати смак та консистенцію.